# Відеопоезія
Відеопоезія — вид візуального мистецтва, у якому органічно поєднуються художній візуальний ряд та поетичний текст, явний або прихований, який декламується або представлений графічно. 
Відеопоезія з одного боку межує з класичним короткометражним фільмом, але, на відміну від нього, у ній провідну роль відіграє поетичний текст, з іншого — з музичним відеокліпом. Відеопоезію також називають відео-візуальною поезією, поетронікою, поетичним відео, медіапоезією, кіно-поезією, віршоокліпом, поетичним кліпом.